# 菅野勇七
菅野 勇七（かんの ゆうしち、1869年6月22日 - 1943年4月9日）は、日本の大日本帝国海軍軍人。最終階級は海軍少将。

## 要約
日露戦争における日本海海戦では、連合艦隊司令長官東郷平八郎が座乗する旗艦三笠の水雷長として指揮をとり、日本海海戦の勝利に貢献した。

## 経歴
菅野勇七は、1869年（明治2年）6月22日、福島県双葉郡浪江町津島に生まれた。
1886年（明治19年）10月25日に機関学校生徒となるが、翌年1887年（明治20年）7月28日には海軍兵学校生徒に転じた。
1890年（明治23年）7月17日、海軍兵学校を第17期として卒業（卒業時席次88名中60位、同期に海軍中将 秋山真之がいる)し、少尉候補生として「金剛」に乗組。その後「天龍」乗組を経て、1893年（明治26年）5月12日に海軍少尉に任官した。
呉鎮守府海兵団分隊士、「金剛」分隊士、「対馬」水雷隊攻撃部附、常備艦隊附属第4水雷艇隊附などを経て、日清戦争後の1895年（明治28年）10月14日には「平遠」航海士を務めた。水雷術の専門家としての道を進み、1896年（明治29年）5月11日には水雷術練習所学生となる。
同年12月11日には海軍大尉に進級し、「高千穂」分隊長兼水雷長に補職された。その後も「厳島」水雷長兼分隊長、海軍兵学校水雷術教官兼監事、「筑波」分隊長、「橋立」水雷長兼分隊長、竹敷要港部水雷敷設隊分隊長などを歴任した。
1902年（明治35年）10月6日に海軍少佐に進級。1903年（明治36年）5月14日には「富士」分隊長、同年7月3日には「磐手」水雷長兼分隊長に補職され、日露戦争に備えた。
日露戦争中の1905年（明治38年）5月27日から28日にかけて行われた日本海海戦では、連合艦隊の旗艦であり、司令長官東郷平八郎が指揮を執る戦艦三笠の水雷長を務めた。水雷長として、魚雷攻撃に関する重要な役割を担い、ロシア帝国バルチック艦隊を壊滅させたこの歴史的な海戦において、日本の勝利に大きく貢献した。
その時、敵艦の敵弾により受けた被害の破片が司令塔まで飛び、そこにいた菅野勇七少佐、飯田久恒少佐が負傷した。
余談、1930年（昭和５年）に大阪三越で開催された、海軍展覧会で、日本海海戦時に敵弾を受け負傷した時の軍帽が展示された。
日露戦争後も海軍の要職を歴任し、1905年（明治38年）12月12日には「香取」回航委員として英国へ出張。帰国後、「香取」水雷長兼分隊長、第11艇隊司令兼艇長、横須賀鎮守府副官、「」副長、第11駆逐隊司令、馬公要港部参謀長などを務めた。
1912年（大正元年）12月1日には海軍大佐に進級し、第6駆逐隊司令、第16駆逐隊司令、横須賀鎮守府附、大湊要港部参謀長などを歴任。1915年（大正4年）7月17日には戦艦「敷島」艦長、1916年（大正5年）4月1日には舞鶴鎮守府参謀長を務めた。
1917年（大正6年）12月1日、海軍少将に昇進。第4水雷戦隊司令官、第1潜水戦隊司令官、将官会議議員などを務めた後、1920年（大正9年）8月1日に予備役編入となった。
1925年（大正14年）6月22日後備役。
1930年（昭和5年）6月22日退役。
1943年（昭和18年）4月9日死去。享年73。

## 栄典
- 従四勲二功四